# Shadia
Pour les articles homonymes, voir Kamal.
Fatima Ahmad Kamal ou Fatimah Shaker, en arabe : فاطمة أحمد كمال, nom de scène Shadia, en arabe : شادية, née le 8 février 1931 au Caire en Égypte et morte le 28 novembre 2017 à l'âge de 86 ans est une chanteuse et une actrice du cinéma égyptien.

## Biographie
Née en 1931, son parcours de chanteuse commence dans la deuxième partie des années 1940 et se termine à la fin des années 1980. Son chant patriotique Ya Habebty Ya Masr ( Oh ! Egypte, ma chérie ) est joué régulièrement sur les radios et télévisions égyptiennes lors des fêtes nationales, et était encore l’un des chants de la révolution égyptienne de 2011.

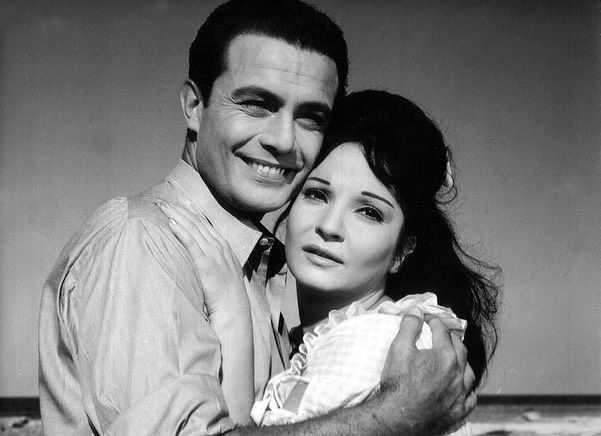
Shadia et Salah Zulfikar dans "Dearer than my Life" (1965)

Comme actrice, elle a incarné divers visages de la condition féminine en Égypte, dans les rôles interprétés, là encore, de sa première apparition sur les écrans en 1947, à l’âge de 16 ans, aux années 1980: la jeune amoureuse jalouse dans La treizième épouse en 1962, la citadine active partagée entre sa carrière et sa famille dans Ma femme est directeur général en 1966; la prostituée dans Le voleur et les chiens en 1962; la paysanne de Haute-Égypte dans Quelque chose de la peur en 1969, etc.,, ayant tourné (et chanté) dans 72 films.
Son premier mariage se fait  avec un acteur, Imad Hamdy. Après s'être remarié brièvement avec Fathi Aziz, son troisième et dernier époux, est Salah Zulfikar, une relation forte qui passionne pendant six ans le cœur de leurs fans.

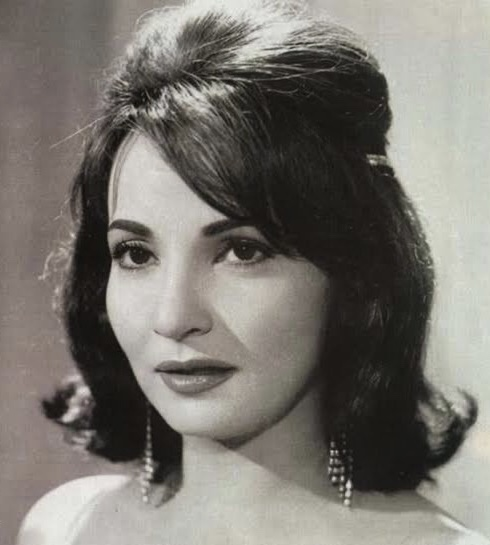
Shadia

Après son retrait de la scène, ses apparitions publiques deviennent rares. Son troisième mari meurt en 1993. En novembre 2017, elle tombe dans le coma à la suite d’une hémorragie cérébrale. Soignée dans un hôpital militaire du Caire, elle reçoit la visite, très médiatisée, du président Sissi et de son épouse. Elle meurt, de complications, le 28 novembre 2017,.

## Filmographie
- 1984 : La tasalni man ana
- 1981 : Memories of the Valley
- 1975 : La femme aux deux visages
- 1970 : Nahnu La Nazraa Al-shok
- 1969 : Quelque chose de la peur
- 1968 : My Wife's Goblin
- 1967 : Mabodet el gamahir
- 1967 : My Wife's Dignity
- 1966 : Ma femme est directeur général
- 1965 : Dearer Than My Life
- 1964 : A Thousand and One Nights
- 1964 : The Road
- 1963 : Alley of the Pestle
- 1963 : The Miracle
- 1962 : Le voleur et les chiens
- 1962 : The Student
- 1962 : La treizième épouse
- 1961 : Arabu no arashi
- 1960 : Angoisse d'amour
- 1960 : The Unknown Woman
- 1959 : The Fugitive
- 1959 : Virgin Hearts
- 1958 : La faute de mon bien-aimé
- 1957 : Adieu mon amour
- 1957 : C'est toi mon amour
- 1957 : Lawahez
- 1956 : Wakeful Eyes
- 1956 : The Shore of Memories
- 1956 : Dalila
- 1956 : Farewell at Dawn
- 1956 : La sangsue
- 1955 : Once in a Lifetime
- 1955 : Song of Truth
- 1954 : Appointment with Life
- 1954 : I'm on My Own
- 1954 : One Must Be Fair
- 1954 : Stronger Than Love
- 1954 : The Adventures of Ismail Yassine
- 1954 : The Honourable Thief
- 1954 : Women of Pleasure
- 1954 : Women Can't Lie
- 1953 : A Father's Mistake
- 1953 : Between Two Hearts
- 1953 : Guard Your Tongue
- 1953 : I and My Love
- 1953 : I Made a Mistake
- 1952 : A Drop of Dew
- 1952 : Love All the Way
- 1952 : My Children
- 1952 : My Mother-in-Law Is an Atomic Bomb
- 1952 : The Embezzler's House
- 1952 : The Unlucky One
- 1952 : To Whom Do I Complain?
- 1952 : Joie des cœurs
- 1951 : Storm in Springtime
- 1951 : The Caravan Continues
- 1951 : Through Thick and Thin
- 1951 : La chanson du téléphone
- 1950 : Calumnied by the People
- 1950 : Just My Luck!
- 1949 : She Has Only a Few Piastres
- 1949 : Les commérages
- 1948 : Justice from Heaven
- 1948 : The Doves of Peace

## Source de la traduction
- (en) Cet article est partiellement ou en totalité issu de l’article de Wikipédia en anglais intitulé « Shadia » (voir la liste des auteurs).